# Angutimmarik Kreutzmann
Angutimmarik "Angu" Kreutzmann, född 6 mars 1988 i Maniitsoq, är en grönländsk tidigare handbollsspelare (vänsternia). Han spelade bland annat två säsonger för den svenska klubben OV Helsingborg, 2010–2012. Han är äldre bror till tidigare handbollsspelaren Akutaaneq Kreutzmann.
Han kom på nionde plats i skytteligan vid VM 2007 i Tyskland, efter att han gjort 49 mål på sex matcher. Hans Grönland slutade på 22:a plats (av 24 lag) i turneringen.